# Bess Truman
Elizabeth Virginia Wallace Truman (ur. 13 lutego 1885 w Independence, zm. 18 października 1982 tamże) – w 1945 druga, a od 1945 do 1953 pierwsza dama Stanów Zjednoczonych, żona 33. prezydenta USA Harry’ego S. Trumana.

## Życiorys
Elizabeth Virginia Wallace urodziła się 13 lutego 1885 roku w Independence, jako córka Davida Willocka Wallace’a i jego żony Madge Gates. Miała troje rodzeństwa, a w domu była nazywana „Bess”. Uczęszczała do lokalnej szkoły średniej, którą ukończyła w 1901 roku. Dwa lata później jej ojciec popełnił samobójstwo. Elizabeth, jako najstarsza z rodzeństwa, pomagała matce w obowiązkach domowych.
Swojego przyszłego męża, Harry’ego Trumana, poznała w 1890 roku w prezbiteriańskiej szkółce niedzielnej. Po śmierci ojca, jej kontakty z Trumanem były częstsze, choć początkowo nie wiązała z nim swojej przyszłości. W 1911 roku odrzuciła jego oświadczyny. Sześć lat później Truman ponowił propozycję małżeństwa i został przyjęty, a zaraz potem zmobilizowany do walki na froncie I wojny światowej we Francji. Po powrocie z wojny, wzięli ślub w dniu podpisania traktatu wersalskiego, 28 czerwca 1919. W podróż poślubną udali się do Chicago, Detroit i Port Huron, a następnie zamieszkali w rodzinnym Independence.
Gdy Truman został senatorem, w 1935 roku, oboje przeprowadzili się do Waszyngtonu. Ponieważ uposażenie w wysokości 10 tysięcy dolarów rocznie, nie wystarczało im na utrzymanie, Truman zatrudnił swoją żonę, jako sekretarkę, co spowodowało oskarżenia o nepotyzm. W tym czasie Bess pomagała pisać przemówienia i prowadziła korespondencję. Truman niemal wszystkie decyzje konsultował z żoną, także w czasie prezydentury.
W 1944 roku, Partia Demokratyczna wysunęła kandydaturę Trumana na wiceprezydenta. Spotkało się to ze sprzeciwem jego żony, lecz po nacisku Roosevelta, Truman zgodził się kandydować. Oboje odmówili wówczas przeprowadzenia się do rezydencji wiceprezydentów. Druga dama nie lubiła życia stolicy i trzymała się z dala od plotek i rozgłosu. Gdy 12 kwietnia 1945 roku, zmarł Franklin Delano Roosevelt, Truman został zaprzysiężony na prezydenta, a jego żona została nową pierwszą damą.
Dopóki Eleanor Roosevelt nie opuściła Białego Domu, Trumanowie mieszkali w Blair House. Ze względu na żałobę po zmarłym prezydencie, odbywało się mniej oficjalnych przyjęć i imprez, co odpowiadało nowej pierwszej damie. Bess nie lubiła także konferencji prasowych, które organizowała rzadko – najczęściej odpowiadała pisemnie na pytania do niej skierowane. Biuletyny prasowe i informacyjne były wydawane przez jej sekretarkę, Edith Helm. Pierwsza dama prowadziła księgi wydatków, sprawdzała czystość w Białym Domu, nadzorowała menu i osobiście robiła zakupy. W trakcie kadencji, obowiązki spowodowały, że prezydent coraz mniej czasu spędzał z żoną i rzadziej się jej radził. Informował ją jednak o przebiegu konferencji poczdamskiej i o planach użycia broni atomowej przeciwko Japonii.
W 1948 roku Bess była przeciwna ponownemu kandydowaniu męża na prezydenta. Zgodnie z przewidywaniami ośrodków badań opinii publicznej, Truman miał niewielkie szanse na zwycięstwo z republikaninem Thomasem Deweyem. Kiedy jednak prezydent postanowił wystartować w wyborach, pierwsza dama wsparła tę decyzję i uczestniczyła w kampanii. Druga kadencja była dużym obciążeniem dla Trumanów, ze względu na ataki republikanów, strajki w większości kraju i wybuch wojny koreańskiej w 1950 roku. Gdy w maju 1952 w Białym Domu rozpoczął się remont, para prezydencka przeniosła się do Blair House. W tym samym roku, zgodnie z 22. poprawką do Konstytucji, Truman mógł ubiegać się o jeszcze jedną kadencję prezydencką. Bess jednak wyraziła stanowczy sprzeciw i Harry nie zgodził się kandydować.
Po wyprowadzce z Białego Domu, Trumanowie powrócili do Independence. Była pierwsza dama unikała polityki i życia publicznego, zajęła się czytaniem kryminałów i pisaniem pamiętników. Harry zmarł 26 grudnia 1972 roku. Jako wdowa, Bess nie zmieniła swojego stylu życia, nadal strzegąc prywatności i utrzymując kontakt z córką i wnukami. Chorowała na artretyzm i stopniowo traciła wzrok. Zmarła 18 października 1982 roku.

## Życie prywatne
Elizabeth Virginia Wallace wyszła za mąż za Harry’ego Trumana 28 czerwca 1919 roku w Independence. Ślub odbył się w obrządku episkopalnym. Mieli jedną córkę, Margaret (ur. 17 lutego 1924).